# Визеу, Фелипе
Фели́пе дос Рейс Пере́йра Визе́у ду Ка́рмо (порт.-браз. Felipe dos Reis Pereira Vizeu do Carmo более известный, как Фелипе Визеу порт.-браз. Felipe Vizeu; родился 12 марта 1997 года в Трес-Риус) — бразильский футболист, нападающий клуба «Крисиума».

## Клубная карьера
Визеу — воспитанник клубов «Америка Минейро» и «Фламенго». 11 февраля 2016 года в матче Лиги Кариока против «Португезы» он дебютировал в составе последнего. 26 мая в поединке против «Шапекоэнсе» Фелипе дебютировал в бразильской Серии А. В этом же матче он забил свой первый гол за «Фламенго». В 2017 году Визеу помог клубу выйти в финал Южноамериканского кубка, забив пять мячей в матчах против «Флуминенсе», чилийского «Палестино» и колумбийского «Атлетико Хуниор». Вместе с Джоном Сифуэнте и Луисом Родригесом он стал лучшим бомбардиром турнира. В декабре того же года появилась информация об интересе к Визеу московского «Локомотива» и итальянского «Наполи».
В 2018 году Визеу подписал контракт на пять лет в итальянским «Удинезе». 2 сентября в матче против «Фиорентины» он дебютировал в итальянской Серии A.
В начале 2019 года Визеу на правах аренды перешёл в «Гремио».
В 16 января 2020 года Фелипе Визеу на правах аренды перешёл в «Aхмат», но права на игрока принадлежат итальянскому «Удинезе».

## Международная карьера
В 2017 году Визеу в составе молодёжной сборной Бразилии принял участие в молодёжном чемпионате Южной Америки в Эквадоре. На турнире он сыграл в матчах против команд Чили, Парагвая, Колумбии, Аргентины, Венесуэлы, Уругвая и дважды Эквадора. В поединках против эквадорцев, аргентинцев, венесуэльцев и парагвайцев Фелипе забил по голу.

## Достижения
Командные
«Фламенго»
- Чемпион штата Рио-де-Жанейро: 2017
- Финалист Южноамериканского кубка: 2017

Индивидуальные
- Лучший бомбардир Южноамериканского кубка: 2017 (5 мячей)